# Andrzej Sołtan (muzealnik)
Andrzej Zygmunt Sołtan (ur. 16 lutego 1941 w Warszawie) – polski historyk, doktor, varsavianista i muzealnik.

## Życiorys
W 1963 ukończył studia na Wydziale Historycznym Uniwersytetu Warszawskiego. Do 1970 pracował w Muzeum Historycznym m. st. Warszawy. Od 1970 do 1974 w ramach stypendium doktoranckiego był pracownikiem Instytutu Historii Polskiej Akademii Nauk. Następnie był kustoszem w Muzeum Woli, a w latach 1976−1982 jego kierownikiem. Od 1982 do 1990 był dyrektorem Biura Reklamy, Targów i Wystaw w Towarzystwie Handlu Zagranicznego „In-terpegro” w Warszawie. Później został starszym kustoszem i od 1995 do 2014 wicedyrektorem ds. merytorycznych oraz koordynatorem Wydziału Naukowo-Badawczego Muzeum Historycznego m.st. Warszawy. W 2013 został przewodniczącym Zespołu Nazewnictwa Miejskiego przy Biurze Kultury m.st. Warszawy. 
Jest członkiem m.in.: od 1998 Komisji Kwalifikacyjnej Państwowego Rejestru Muzeów, Towarzystwa Opieki nad Zabytkami (gdzie był prezesem Oddziału Warszawskiego i członkiem Zarządu Głównego w latach 2004−2010), Towarzystwa Miłośników Historii w Warszawie (gdzie od 2003 jest członkiem Zarządu), Stowarzyszenia Muzealników Polskich (którego był współzałożycielem, prezesem Oddziału Mazowieckiego i sekretarzem generalny SMP w latach 1999−2005, prezes Stowarzyszenia w latach 2005−2011, później członkiem honorowy SMP). Był organizatorem lub współorganizatorem wielu konferencji i sesji naukowych, a także wykładowcą na kursach i szkoleniach.

## Rodzina
Żonaty z historyczką Małgorzatą Dubrowską-Sołtan (ur. 1944). Ma córkę Aleksandrę (ur. 1973), która także jest historyczką i varsavianistką.

## Publikacje
Jest autorem artykułów, które zostały opublikowane w takich pismach jak: „Almanach Muzealny” „Biuletyn Numizmatyczny”, „Kolekcjoner Polski”, „Kronika Warszawy”, „Mówią Wieki”, „Rocznik Warszawski”, „Spotkania z Zabytkami”, „Stolica”, „Wiedza i Życie”, „Zeszyty wolskie”, „Z otchłani wieków”; autorem haseł i biogramów w słownikach i encyklopediach, m.in.: „Polskim Słowniku Biograficznym”, „Encyklopedii historii Polski”, „Encyklopedii Warszawy” z 1975 i 1994); redaktorem współautorem wielu folderów i katalogów muzealnych, oraz publikacji książkowych:
- Lutnictwo (Warszawa 1978),
- Rzemiosło Artystyczne Minterów 1828–1881 (Warszawa 1987, wraz z M. Dubrowską),
- Powązkowskie medaliony i plakiety portretowe (Warszawa 1992, wraz z M. Dubrowską; publikacja otrzymała w 1992 nagrodę varsavianistyczną Towarzystwa Miłośników Historii[5]),
- Warszawa wczoraj (Gliwice 1998),
- Brązownictwo warszawskie w XIX i XX w. (Warszawa 1999, wraz z M. Dubrowską),
- Warszawa stolica państwa polskiego (Warszawa 1999),
- Warszawa − ostatnie spojrzenie. Niemieckie fotografie lotnicze sprzed sierpnia 1944 (Warszawa 2004, wraz z M. Barańskim),
- Sokrat Starynkiewicz, Dzienniki 1887-1897 („Biblioteka Warszawska”, Warszawa 2005, opracowanie),
- Kamienica Bornbachowska (Warszawa 2006),
- Warszawa i okolice (Proszówki−Warszawa 2009)
- Historia Warszawy (Warszawa 2017, wydanie VI poprawione i uzupełnione, wraz z M. Drozdowskim i A. Zahorskim)[1][6][7].

W latach 2005−2012 był redaktorem prowadzącym serii wydawanej przez Muzeum Historyczne m.st. Warszawy „Biblioteka Warszawska”, która w 2009 została wyróżniona nagrodą KLIO.

## Wystawy
Był autorem, współautorem lub kuratorem około 30 ekspozycji muzealnych czasowych i stałych, m.in.:
- 7 wieków i 20 lat Warszawy (1965),
- 400 lat drukarstwa warszawskiego (1975),
- Warszawska firma brązownicza „Bracia Łopieńscy” (1978),
- Warszawskie rzemiosło dawniej i dziś (1979),
- Warszawska fabryka Minterów 1828−1881 (1987),
- Od guzika do pomnika. Brązownictwo warszawskie XIX i XX w. (1996),
- SanktPetersburg i Warszawa na przełomie XIX i XX w. Początki nowoczesnej infrastruktury miejskiej (1999),
- Heroldia Królestwa Polskiego (2001),
- Stare Miasto w Warszawie – pomnik światowego dziedzictwa kulturalnego (2002),
- Olimpijskie konkursy sztuki 1912−1948 (2004),
- 70 lat Muzeum Historycznego m.st. Warszawy (2006)[8].

## Odznaczenia i wyróżnienia
- w 2006 w uznaniu zasług dla rozwoju muzealnictwa został przez prezydenta Lecha Kaczyńskiego odznaczony Krzyżem Kawalerskim Orderu Odrodzenia Polski[9]
- Złoty Krzyż Zasługi,
- Srebrny Medal Zasłużony Kulturze „Gloria Artis”[10],
- Złota odznaka „Za zasługi dla Warszawy”,
- Medalem Pamiątkowym „Pro Masovia”
- Uhonorowany nagrodami w konkursach na najlepsze varsaviana przez Towarzystwo Miłośników Historii 1992/3, 2004/5 i 2005/6
- w 2008 otrzymał Nagrodę im. Henryka Ołdytowskiego (statuetka „Henryk”) przyznaną za promocję Supraśla przez Radę Miejską w Supraślu i Towarzystwo Przyjaciół Supraśla[3].